# Всемирный день архитектуры
Всемирный день архитектуры (англ. World Day of Architecture) — международный профессиональный праздник архитекторов и ценителей архитектурных шедевров, отмечается ежегодно в первый понедельник октября.

## История
В сентябре 1946 года в столице Великобритании городе Лондоне состоялось международное совещание архитекторов, в числе которых были и делегаты из Советского Союза. На этом заседании практически единогласно было принято решение о создании новой организации, которая получила название Международный союз архитекторов (МСА). В настоящее время МСА насчитывается около ста национальных секций, членами которых являются более миллиона архитекторов из разных стран мира.
Почти четыре десятилетия спустя, в 1985 году на заседании «Международного союза архитекторов» было принято решение отмечать «Всемирный день архитектуры» в первый понедельник июля. Однако в 1996 году, в испанском городе Барселона, на своей двадцатой Генеральной ассамблее МСА принял решение перенести «Всемирный день архитектуры» на первый понедельник октября — на день, в который под патронажем Организации Объединённых Наций отмечается Всемирный день жилища (Всемирный день Хабитат).
«Всемирный день архитектуры» уже имеет свои традиции: в этот день архитекторы всей планеты собираются на конференции, симпозиумы и форумы где делятся своими знаниями и опытом, решают проблемы, связанные со строительством и реставрацией зданий и сооружений, устраивают тематические дискуссии и диспуты. Нередко в этот день организовываются всевозможные выставки и экскурсии.

## Празднование в России
В соответствии с Указом Президента Российской Федерации от 7 сентября 2010 г. № 1099 «О мерах по совершенствованию государственной наградной системы Российской Федерации», в преддверии празднования один раз в год Президент Российской Федерации издаёт указ о присвоении почётного звания «Народный архитектор Российской Федерации».

### Москва
С 2008 года в Москве проводится фестиваль «Дни архитектуры». Фестиваль проводится два раза в год — в октябре (приурочен ко Всемирному дню архитектуры) и в апреле. Основные события Дней архитектуры — пешие, автобусные и велосипедные экскурсии по современной архитектуре и постройкам советской эпохи, посещение новых объектов вместе с архитекторами и заказчиками, визиты в архитектурные мастерские, художественные акции, лекции и дискуссии, мероприятия, направленные на выявление взаимодействия старой и новой архитектуры и другие. Организатор фестиваля — агентство «P-Arch», кураторы — Александр Змеул и Наталия Алексеева.
С 2023 года архитектурное бюро ARCHINFORM проводит ежегодный летний фестиваль «День архитектора» в Москве с тематической программой, неформальным общением, турниром по настольному теннису среди архитекторов, архитектурным квизом и вечеринками. Фестиваль направлен на популяризацию архитектуры как общественно значимой сферы деятельности, касающейся каждого человека. Это площадка для открытого диалога и обмена мнениями между архитектурным и девелоперским сообществом, властью и жителями об общих ценностях и будущем города.
«Архитектура – это неизменные декорации нашей жизни, которые определяют модель нашего поведения. В каком-то смысле архитектор постоянно занимается социальным программированием. В воплощении этого архитектурного сценария участвуют и девелоперы, и строители. Но особенно важно, чтобы в этом осознано участвовали и жители города. Ведь город – это наше единое пространство, где должны сбываться наши общие мечты» — отмечает инициатор и организатор фестиваля,  руководитель архитектурного бюро ARCHINFORM Тимур Абдуллаев.

### Нижний Новгород
Международный день архитектуры отмечают в Нижнем Новгороде с 2006 года. Именно нижегородцы стали первыми в стране, кто устраивает в честь него фестиваль. Инициатор и куратор фестиваля — Марина Игнатушко. В программе Дней — выставки, лекции, акции, экскурсии. Постоянные партнёры фестиваля — Нижегородская организация Союза архитекторов России, компания «U-kon», Приволжский филиал ГЦСИ, архитектурное бюро «О’город», Галерея Сергея Туманина, группа художников А3, свободное пространство «Циферблат».

### Екатеринбург
Празднование в Екатеринбурге с 2011 года проводит издательство TATLIN. Проходит оно в виде пикника для архитекторов в первый понедельник июля. Важной частью празднования является выставка, связанная с мнениями об архитектуре. Также архитекторы играют в городки, угощаются шашлыками и развлекаются на свежем воздухе.

## Ежегодные темы «Всемирного дня архитектуры»
Каждый год праздник имеет определённую тематику, связанную с архитектурой:
- 2007 год — «Города — магниты надежды» (англ. Cities, magnets of hope)
- 2008 год, 6 октября — посвящался памяти Джанкарло Юса (Gancarlo Ius), известного архитектора, вице-президента МСА, скончавшегося 4 июля 2005 года[6]. Девизом стала строка «Child be the Architect of a better future» (Дитя, стань архитектором лучшего будущего или «Разговор ребенка с архитектором») из песни, к которой Джанкарло написал стихи
- 2009 год — «Энергию архитектора — на борьбу с глобальным кризисом»[7]
- 2011 год, 3 октября — «Архитектура и права человека»[8]
- 2012 год — «Архитекторы — реформаторы городов»[9] (англ. Architects are city changers)[10]
- 2015 год — «Архитектура, строительство, климат Задачи и их решение»[11]
- 2025 год — «Город как сценарий» — тема фестиваля «День архитектора», приуроченного к одноименному профессиональному празднику [4]